# Idaea nimbicolor
Idaea nimbicolor là một loài bướm đêm trong họ Geometridae.